# معوية منتنة
معوية منتنة (الاسم العلمي:Enterococcus malodoratus) هي نوع من البكتيريا تتبع جنس المكورة المعوية من فصيلة المكورات المعوية.